# 국제크리스쳔학교
국제크리스쳔학교(International Christian School of Uijongbu)는 경기도 의정부시에 있는 기독교 외국인학교이다. 유치원부터 고등학교까지의 과정이 편성되어있다. 국제 크리스쳔 학교는 NICS의 첫번째 학교였다
1983년 8월에 조해일 목사가 camp red cloud의 권유를 받아 개교했으며, 현재 등록되어 있는 기관은 NICS, ACSI, WACS, KAIAC, KORCOS 등이 있다.

## 연혁
- 1983년 : 개교